# 马伊琍
马伊琍（1976年6月29日—），江苏南通人，生於上海，中国大陆女演员。2024年12月25日獲得國家頒發一級演員證

## 个人

### 经历
出生於上海，畢業於上海戲劇學院表演系本科班。闺中密友包括江珊、刘孜、滕华涛。
2003年因出演电视剧《還珠格格》第三部天上人间中紫薇一角而被大众所熟知。2007年，出演由赵宝刚指导的青春励志电视剧《奋斗》而名声骤起。2011国剧盛典获2011年度最佳女演员。2023年，马伊琍参演由上海背景电视剧《繁花》。

### 感情
马伊琍与演員丈夫文章相识于電視劇《錦衣衛》剧组，2008年结婚，两人育有二女。但這對姊弟恋人不被大众所看好，多次“被离婚”。2014年3月，文章与演员姚笛的地下情曝光。3月31日凌晨，文章在個人微博發表聲明文致歉，称自己辜负了马伊琍和孩子，辜负了家庭，辜负了丈夫和父亲的称呼。在微博中文章写到将弥补因自己给家人带来的伤害并暗指自己不会离婚。几乎在此同时，马伊琍亦发表一条简短微博，表示「恋爱虽易，婚姻不易，且行且珍惜」。2019年7月28日，马伊琍和文章正式離婚。

## 影视作品

### 电视剧
| 首播年份 | 剧名                     | 角色                   |
| 1996年   | 真空爱情记录             | 夏文心                 |
| 1997年   | 天国洋将／英雄冢         | 杨珍美                 |
| 1998年   | 戏梦人生                 | 常青真                 |
| 1998年   | 香港岁月之偷渡Ⅱ          | 小方                   |
| 1998年   | 中华儿女／儿女英雄传     | 花蕊                   |
| 1999年   | 理想万岁／为谁心动       | 夏小妍                 |
| 2000年   | 今夜无眠／白天睡觉的女人 | 李秀                   |
| 2000年   | 咱老百姓之爱要明媚       | 林雅丽                 |
| 2000年   | 黑洞                     | 小云                   |
| 2000年   | 完全婚姻手册之老公自家好 | 王澈                   |
| 2000年   | 前世今生                 | 秦婉莹／沈小惠         |
| 2000年   | 幸福家庭                 | 潘敏                   |
| 2001年   | 铁齿铜牙纪晓岚2之书魂    | 颜如玉                 |
| 2001年   | 还我激情／真我本色       | 金嘉丽                 |
| 2002年   | 谁都会说我爱你           | 林菊若                 |
| 2003年   | 七日                     | 邵静然                 |
| 2003年   | 还珠格格3之天上人间      | 夏紫薇                 |
| 2004年   | 七武士                   | 梅小瑶                 |
| 2004年   | 五妹                     | 五妹                   |
| 2005年   | 别说爱情苦               | 俞青                   |
| 2005年   | 天一生水                 | 林若云／谢明妮         |
| 2005年   | 月牙儿与阳光             | 张小月                 |
| 2006年   | 酒巷深深                 | 古雨                   |
| 2006年   | 乔家大院                 | 江雪瑛                 |
| 2006年   | 锦衣卫                   | 郑贵妃／宁夫人／客印月 |
| 2007年   | 永远的铭记               | 沈璇青                 |
| 2007年   | 碧海深沉                 | 客串                   |
| 2007年   | 幸福在哪里               | 齐若谷                 |
| 2007年   | 奋斗                     | 夏琳                   |
| 2008年   | 锁春记                   | 庄芷言                 |
| 2008年   | 美丽无声                 | 阿菊                   |
| 2008年   | 二哥                     | 客串                   |
| 2010年   | 经纬天地                 | 梁顺儿                 |
| 2010年   | 青春期撞上更年期         | 贺飞儿                 |
| 2010年   | 婚姻保卫战               | 李梅                   |
| 2011年   | 双城生活                 | 郝京妮                 |
| 2012年   | 风和日丽                 | 杨小翼                 |
| 2012年   | 青春期撞上更年期Ⅱ        | 贺飞儿                 |
| 2013年   | 小爸爸                   | 李三妹                 |
| 2015年   | “北上广”不相信眼泪       | 潘雲                   |
| 2016年   | 中国式关系               | 江一楠                 |
| 2017年   | 剃刀边缘                 | 关海丹                 |
| 2017年   | 我的前半生               | 罗子君                 |
| 2019年   | 在遠方                   | 路晓鸥                 |
| 2019年   | 大上海(纪录片)           | 她自己                 |
| 2020年   | 旗袍美探                 | 苏雯丽                 |
| 2023年   | 龍城                     | 鄭東霓                 |
| 2023年   | 繁花                     | 玲子                   |
| 2024年   | 我的阿勒泰               | 张凤侠                 |
| 2024年   | 错位                     | 姜光明                 |
| 待播     | 在不安的世界安静的活     | 林墨                   |

### 电影
| 上映年份 | 电影名              | 角色        |
| 1993年   | 刘海粟              | 陈晓君      |
| 1999年   | 玻璃是透明的        | 小丫子      |
| 1999年   | 聊斋-席方平         | 杜玉翠      |
| 2001年   | 一见钟情            | 橘子        |
| 2001年   | 西施眼              | 施雨        |
| 2003年   | 风雪除夕夜/危情雪夜 | 苏宝        |
| 2007年   | 江北好人            | 赵小芸      |
| 2011年   | 跟踪孔令学          | 杨秋月      |
| 2011年   | 失恋33天            | 友情客串    |
| 2012年   | 寒战                | 陳雪兒      |
| 2013年   | 不二神探            | Angela上司  |
| 2016年   | 寒战II              | 陳雪兒      |
| 2016年   | 陆垚知马俐          | 医生 (客串) |
| 2017年   | 建军大业            | 向警予      |
| 2018年   | 找到你              | 孙芳        |
| 2018年   | 那些女人            | 江家嬢嬢    |
| 2018年   | 未择之路            | 小眉        |
| 2019年   | 进京城              | 凤格格      |
| 2019年   | 拿摩一等            | 老板        |
| 2019年   | 我和我的祖国        | 成年小美    |
| 2021年   | 爱情神话            | 李小姐      |
| 2025年   | 花漾少女杀人事件    | 王霜        |
| 待上映   | 清水落大雨          | 李清水      |

## 获奖
| 年份   | 頒獎典禮                              | 獎項                                   | 劇名                   | 結果 |
| 2006年 | 腾讯网娱乐中国·2006星光大典           | 最受欢迎四大花旦(与黄奕、李小冉、刘烨) |                        | 獲獎 |
| 2007年 | 《北京青年周刊》BQ红人榜              | 艺术红人奖                             |                        | 獲獎 |
| 2007年 | 第四届COSMO BEAUTY AWARDS             | 年度最佳造型奖                         |                        | 獲獎 |
| 2007年 | CCTV少儿频道欢乐盛典                  | 最具奋斗精神奖                         |                        | 獲獎 |
| 2008年 | 第15届北京大学生电影节                | 最佳女主角奖                           | 《江北好人》           | 提名 |
| 2008年 | 第9届中国长春电影节                   | 最佳女主角奖                           | 《江北好人》           | 獲獎 |
| 2008年 | 大爱时尚盛典                          | 精品大爱之星奖                         |                        | 獲獎 |
| 2009年 | 第2届华鼎奖中国年度影视表现           | 最佳女演员奖                           | 《江北好人》           | 獲獎 |
| 2009年 | 第12届中国电影表演艺术学会            | 金凤凰奖学会奖                         | 《江北好人》           | 獲獎 |
| 2009年 |                                       | 中国国际年度绿色风云人物奖             |                        | 獲獎 |
| 2009年 | 2008风尚权利榜                        | 最受欢迎女演员奖                       |                        | 獲獎 |
| 2010年 | 南方时尚盛典                          | 最受公众关注 中国时尚明星              |                        | 獲獎 |
| 2010年 | 腾讯星光大典获                        | 年度电视女演员                         |                        | 獲獎 |
| 2010年 | 《北京青年周刊》BQ红人榜              | 年度人气女演员奖                       |                        | 獲獎 |
| 2010年 | 《申江服务导报》永华电影盛宴          | 年度影视剧红人女演员                   |                        | 獲獎 |
| 2011年 | 第1届亚洲彩虹奖                       | 最佳女喜剧演员奖                       | 《婚姻保卫战》         | 獲獎 |
| 2011年 | 第3届英国万像国际华语电影节           | 最佳女配角奖                           | 《追踪孔令学》         | 獲獎 |
| 2011年 | 中国影响2010·时尚盛典                 | 最美‧年度荧屏情侣(马伊琍、佟大为)      |                        | 獲獎 |
| 2011年 | 2011中国最美50人盛典                  | 温暖之美大奖                           |                        | 獲獎 |
| 2011年 | 大剧盛典                              | 开年网络指数最佳女演员奖               |                        | 獲獎 |
| 2011年 | 国剧盛典                              | 年度最佳女主角                         | 《双城生活》           | 獲獎 |
| 2011年 | 优酷影视指数盛典                      | 开年优酷指数最佳女演员奖               |                        | 獲獎 |
| 2011年 | 爱奇艺2012年度盛典                    | 年度最佳电视剧女演员                   |                        | 獲獎 |
| 2012年 |                                       | 优品中国文化行大使                     |                        | 獲獎 |
| 2012年 | 星尚大典                              | 星尚演绎先锋人物                       |                        | 獲獎 |
| 2012年 | CCTV 2012中国电视剧年度明星盛典       | 评委会特别推荐表演突破奖               |                        | 獲獎 |
| 2013年 | CCTV 2013中国电视剧年度明星盛典       | 觀眾喜愛的女主角                       | 《小爸爸》             | 獲獎 |
| 2016年 | 第19届华鼎奖中国百强电视剧            | 最佳女主角                             | 《北上广不相信眼泪》   | 獲獎 |
| 2017年 | 第23届上海电视节白玉兰奖              | 最佳女主角奖                           | 《中国式关系》         | 提名 |
| 2017年 | 横店影视节暨第四届文荣奖              | 最佳女主角                             | 《我的前半生》         | 獲獎 |
| 2018年 | 剧耀东方•2018电视剧品质盛典           | 年度实力演技剧星                       | 《我的前半生》         | 獲獎 |
| 2018年 | 第24届上海电视节白玉兰奖              | 最佳女主角奖                           | 《我的前半生》         | 獲獎 |
| 2018年 | 第21届上海国际电影节-电影频道传媒大奬 | 最受传媒关注女主角奬                   | 《进京城》             | 提名 |
| 2018年 | 第21届上海国际电影节-电影频道传媒大奬 | 最受传媒关注女配角奬                   | 《那些女人》           | 獲獎 |
| 2018年 | 第75届威尼斯国际电影节                | 聚焦中国 单元焦点女演员奬              | 《未择之路》           | 獲獎 |
| 2018年 | 第10届澳门国际电影节                  | 最佳女主角奖                           | 《进京城》             | 提名 |
| 2019年 | 第十屆中國電影導演協會                | 2018年度獎-年度女演員獎                | 《找到你》             | 獲獎 |
| 2019年 | 第17屆電影表演藝術學會獎              | 學會獎                                 |                        | 獲獎 |
| 2019年 | 第25屆華鼎獎                          | 最佳女主角                             | 《找到你》             | 獲獎 |
| 2019年 | 1978卓越大獎“新時代電視節”-           | 十佳女演員                             |                        | 提名 |
| 2019年 | 第11屆澳門國際電影節                  | 最佳女主角獎                           | 《未擇之路》           | 提名 |
| 2020年 | 第26屆上海電視節白玉蘭獎              | 最佳女主角                             | 《在遠方》             | 提名 |
| 2020年 | 第29屆華鼎獎-中國近現代題材電視劇     | 最佳女演員                             | 《旗袍美探》           | 獲獎 |
| 2021年 | 中國電影導演協會中國電影導演之夜      | 2021年度女演員                         | 《愛情神話》           | 提名 |
| 2022年 | 第33屆華鼎獎                          | 中國電影最佳女主角                     | 《愛情神話》           | 提名 |
| 2022年 | 2022愛奇藝尖叫之夜                    | 電影單元年度女主角                     | 《愛情神話》           | 獲獎 |
| 2023年 | 2023微博視界大會                      | 年度榜樣演員                           |                        | 獲獎 |
| 2024年 | 第二屆中國電視劇年度盛典              | 年度女演員                             | 《龍城》《繁花》       | 獲獎 |
| 2024年 | 第19屆首爾國際電視節                  | 最佳女主角                             | 《繁花》               | 提名 |
| 2024年 | 第三屆澳淶塢國際電視節金萱奬          | 全球最佳女主角                         | 《我的阿勒泰》         | 提名 |
| 2024年 | 第15屆澳門國際電視節金蓮花奬          | 最佳女主角                             | 《我的阿勒泰》         | 提名 |
| 2024年 | 2024亞洲影藝創意大奬                  | 最佳女主角                             | 《我的阿勒泰》         | 提名 |
| 2024年 | 2024愛奇藝尖叫之夜                    | 至敬單元年度實力女演員                 | 《我的阿勒泰》《錯位》 | 獲獎 |
| 2024年 | 時尚芭莎年度影視大奬                  | 年度突破影視女演員                     | 《我的阿勒泰》         | 獲獎 |
| 2024年 | 豆瓣2024                              | 最受關注演員                           | 《繁花》《我的阿勒泰》 | 獲獎 |
| 2024年 | 2024騰訊娛樂                          | 劇集演員綜合熱度TOP10                  | 《繁花》               | 獲獎 |
| 2025年 | 第三屆中國電視劇年度盛典              | 年度女演員                             | 《我的阿勒泰》         | 提名 |
| 2025年 | 金樹林•绽放之夜                       | 年度最受歡迎女演員 及 年度女演員       | 《我的阿勒泰》         | 提名 |
| 2025年 | 剧耀东方•2025电视剧品质盛典           | 年度品質榜樣劇星                       | 《繁花》《我的阿勒泰》 | 獲獎 |
| 2025年 | 第十三屆中國大學生電視節              | 大學生喜愛的年度螢屏形象               | 《我的阿勒泰》         | 獲獎 |
| 2025年 | 第30屆上海電視節白玉蘭獎              | 最佳女主角                             | 《我的阿勒泰》         | 提名 |